# Luxor
Luxor (AFI: /ˈluksor/; in arabo الأقصر‎?, al-Uqṣur) è una città dell'Egitto, capoluogo del governatorato omonimo. Si trova a sud del Cairo e a nord di Assuan, nella Valle del Nilo, in Alto Egitto, sulla riva destra del fiume.
Si è scoperto nel '700 che Luxor è sorta sul sito dell'antica città di Tebe, capitale dell'Egitto al tempo del Medio Regno. La scoperta di Tebe è da attribuirsi al gesuita Claude Sicard che soggiornò in Egitto tra il 1707 ed il 1726.
È un centro molto importante dal punto di vista archeologico sia perché nella città ci sono il tempio di Luxor e il Grande tempio di Amon a Karnak, sia perché nelle vicinanze ci sono i siti archeologici della Valle dei Re e della Valle delle Regine.

## Geografia Fisica

### Clima
Secondo la Classificazione dei climi di Köppen, Luxor ha un clima desertico (BWh), come il resto dell'Egitto. Con la città di Assuan, Luxor condivide il primato dei giorni più caldi di ogni altra città del paese. Si tratta inoltre di una delle città più soleggiate e meno piovose a livello globale. Le temperatura medie durante i mesi estivi sono superiori ai 40 °C, mentre anche durante i mesi più freddi dell'anno, le temperature massime non sono mai inferiori ai 20°C (71.6 °F).
I livelli di precipitazione sono tra i più bassi di tutti i luoghi nei dintorni del Sahara, con meno di 1mm di pioggia come precipitazioni medie. Il deserto che circonda la città è uno dei più secchi a livello globale. L'aria della città è più umida rispetto a quella di Assuan, ma comunque molto secca. Il tasso medio di umidità relativa è del 39.9%, con un massimo del 57% durante l'inverno e un valore medio minimo del 27% in estate.
Luxor è inoltre una delle città con la maggior escursione termica tra i giorni e le notti in Egitto, potendo contare circa 16°C di differenza.

## Cultura
Il Museo di Luxor ospita le testimonianze archeologiche dell'antico Egitto, soprattutto quelle di Tebe, mentre il Museo della mummificazione accoglie esseri umani e animali mummificati, oltre agli strumenti utilizzati per la mummificazione.

## Economia
La maggior parte dell'economia locale e dell'intera regione proviene dal turismo. Tra l'altro, Luxor è il porto di partenza di molte crociere sul Nilo.
Il 17 novembre 1997 nei pressi del tempio della regina Hatshepsut (Deir el-Bahari) gli integralisti musulmani compirono un attentato in cui persero la vita 62 persone, 58 turisti stranieri e 4 cittadini egiziani. Dopo questo avvenimento ci fu un periodo di crisi del turismo, crisi da cui la regione è uscita nel volgere di pochi anni.

## Amministrazione

### Gemellaggi
Luxor è gemellata con:
- Baltimora, Stati Uniti d'America

## Infrastrutture e trasporti
La città è servita dall'aeroporto internazionale di Luxor.